# Rogowa (Białoruś)
Rogowa (biał. Рагава, ros. Рогова) – wieś na Białorusi, w obwodzie mińskim, w rejonie mińskim, w sielsowiecie Szerszuny.
Do 28 maja 2013 siedziba sielsowietu.